# Montecampione

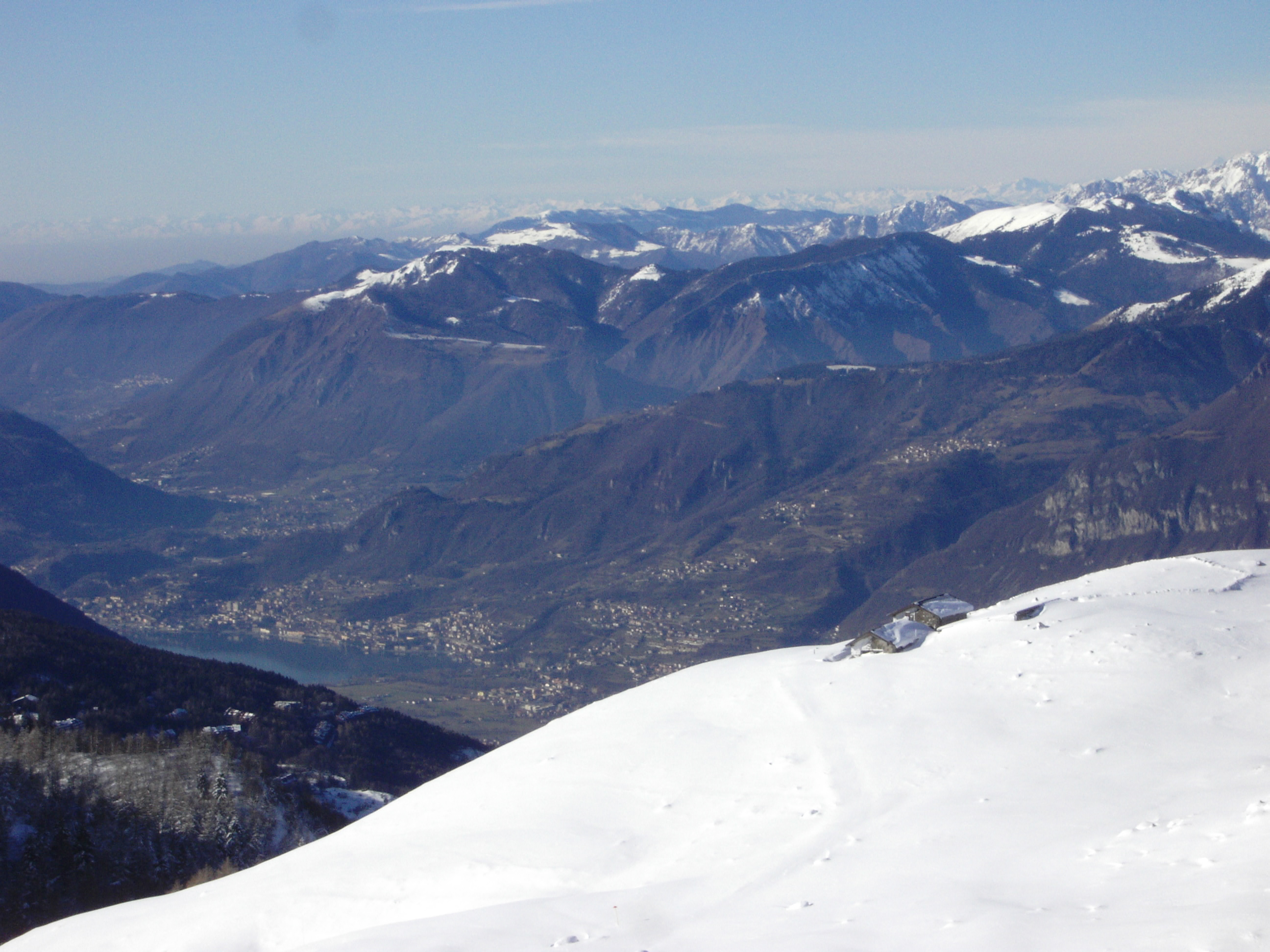
Montecampione med sjön Iseo.

Montecampione är ett område i kommunerna Artogne och Pian Camuno i Val Camonica, beläget vid Iseosjön, cirka 60 kilometer från Brescia och 95 kilometer från Milano. Distriktet, som sträcker sig från 1200 m höjd till 2000 m höjd, består av två huvudområden: Alpiaz (1200 m höjd) och Plan di Montecampione (1800 m höjd). 

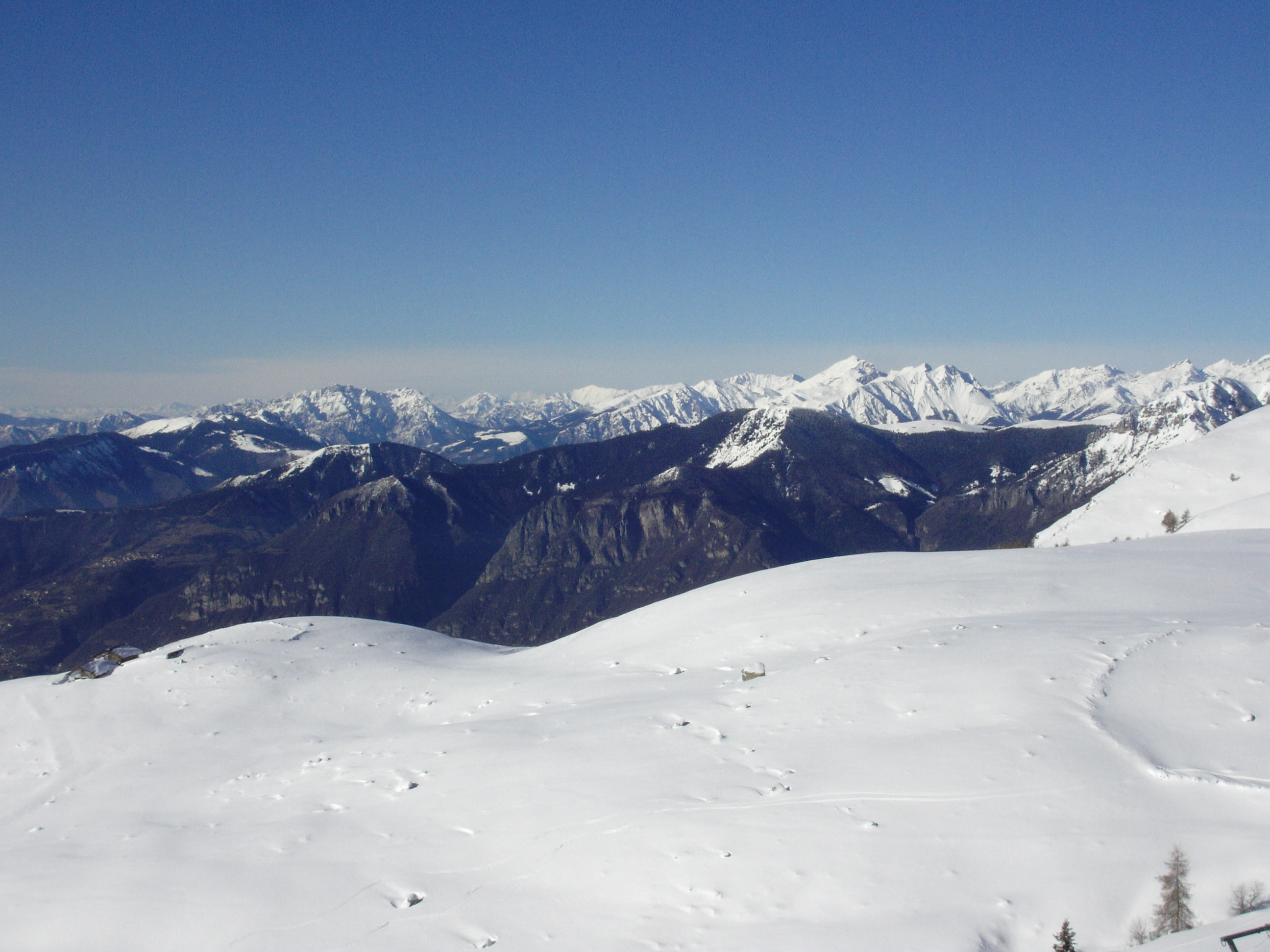
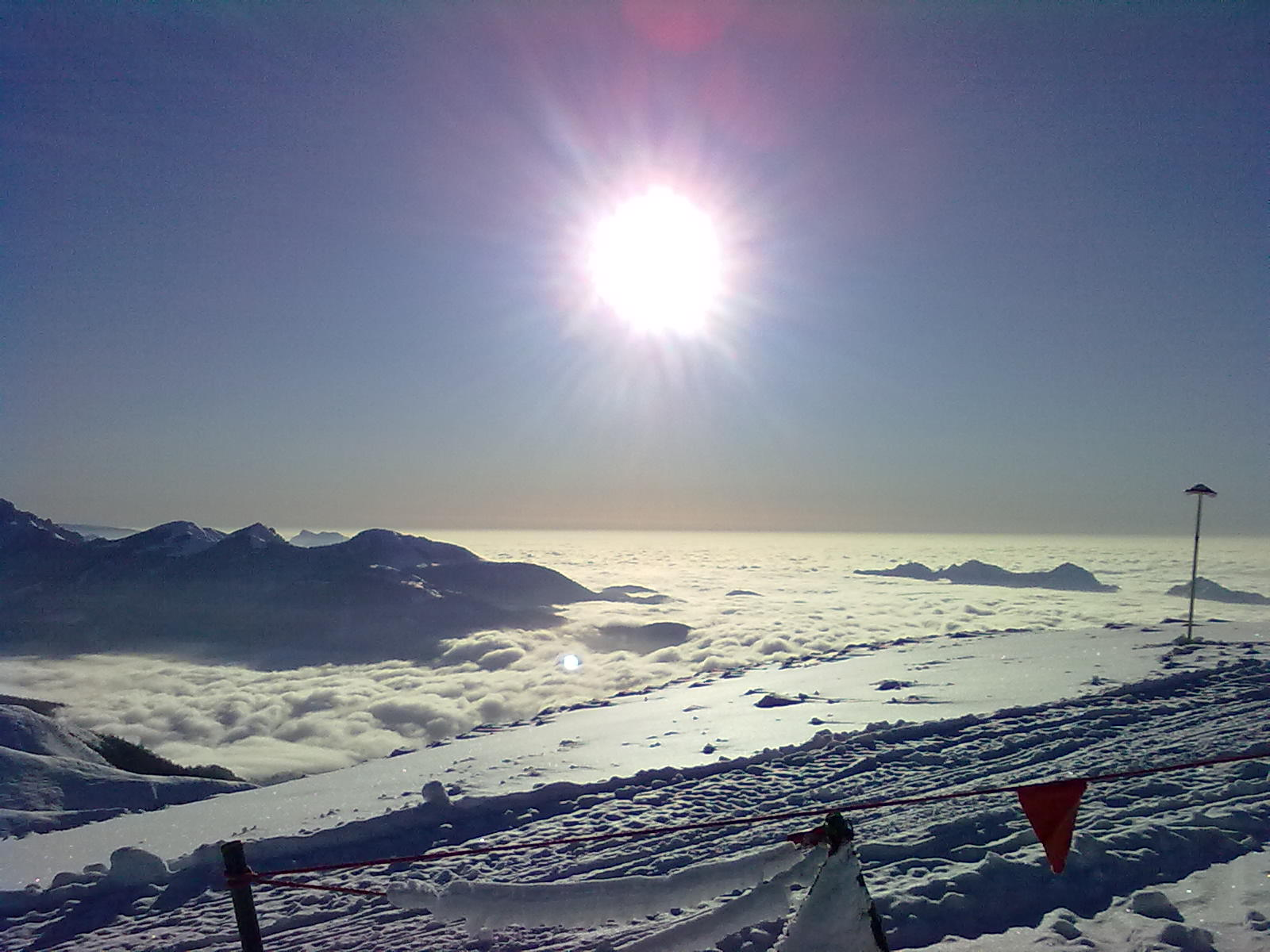
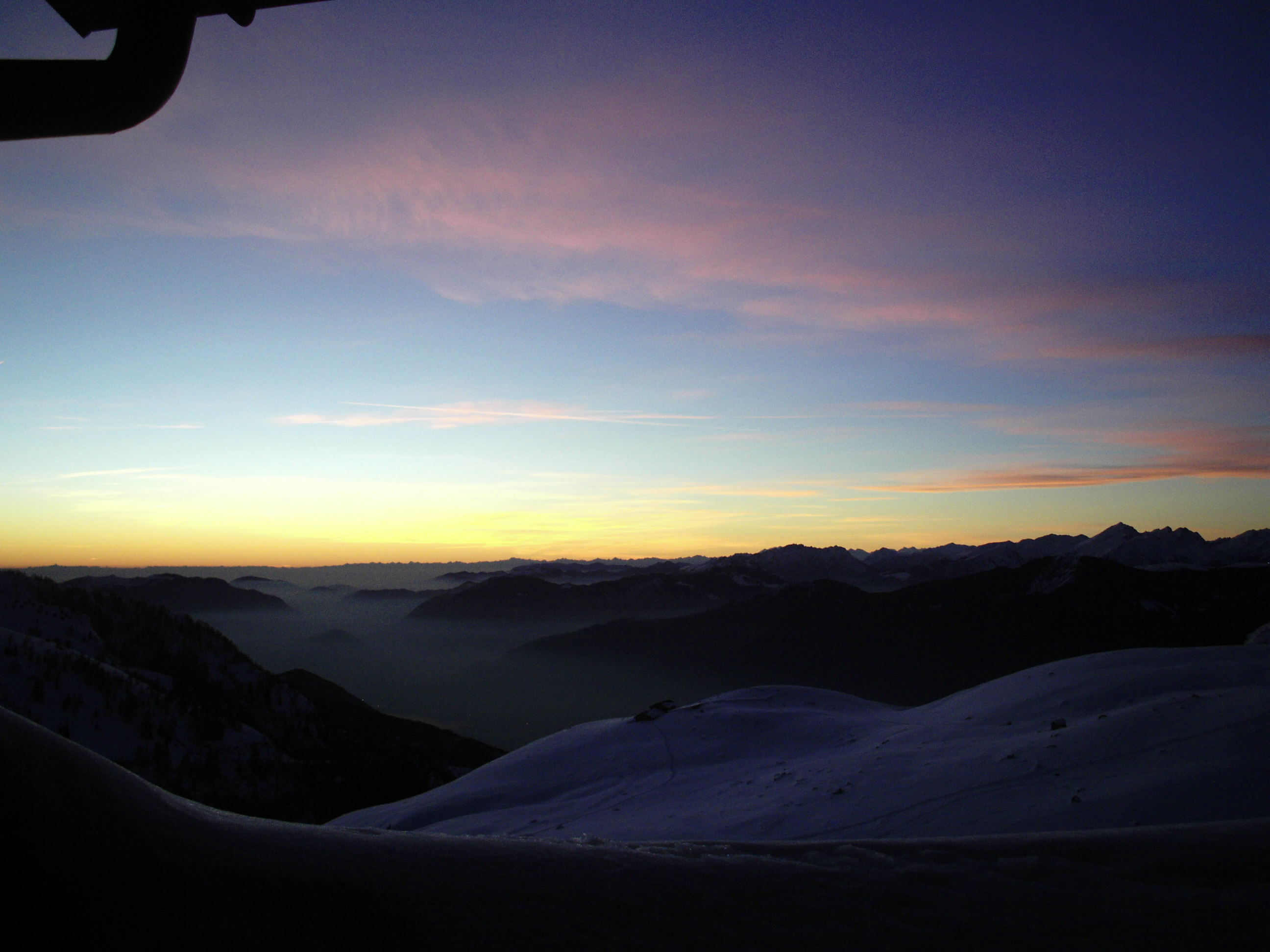

## Historia
Idén att skapa Montecampione föddes i slutet av 1960-talet. År 1970 grundades företaget Montecampione SPA Company.
Från 1970 till 1985 byggde Montecampione SPA Company alla liftar som behövdes för att betjäna de spår som finns idag. Det möjligt att åka skidor på över 30 kilometer pister som börjar på 1200 meters höjd, upp till 2000 meter. I slutet av 1970-talet byggde företaget en väg till Plan di Montecampione. Här byggdes ett byggnadskomplex som senare såldes till en privatperson som även byggde ett hotell. 1982 slutande Giro d’Italia just i Alpiaz-distriktet. 1993 genomfördes i Montecampione junior-VM i alpin skidsport. 1998 kördes ännu en gång sista sträckan av Giro d’Italia i Plan av Montecampione då Marco Pantani tog hem vinsten. 2012 gick företaget Montecampione SPA Company i konkurs och den 13 oktober 2012 grundades Montecampione Ski Area Srl. Efter den torra säsongen 2015-2016 gick även Montecampione Ski Area Srl i konkurs. Sommaren 2016 och bildades M.I.S.A. (Montecampione International Sporting Area).

## Sport
I Montecampione finns runt 30 pister, med snökanoner för att tillverka snö. I Montecampione växte de tre syskonen Nadia Fanchini, Elena Fanchini och Sabrina Fanchini upp och tränade skidåkning.